# Way of the Hunter
 (février 2025).
Way of the Hunter est un jeu vidéo de simulation de chasse en vue subjective développé par Nine Rocks Games et édité par THQ Nordic, sorti le 16 août 2022.

## Système de jeu
Way of the hunter est un jeu de  simulation de chasse qui consiste à chasser des animaux , soit librement sans contrainte ou en suivant  la trame d’une histoire qui propose  diverses missions. Ces dernières permettent de gagner de l’argent et  d’acheter des armes et accessoires. Le jeu se veut le plus réaliste possible pour offrir au joueur une expérience immersive de qualité. Outre l’ambiance sonore et le comportement des animaux réaliste, le jeu propose aussi une gestion balistique du tir à la carabine longue portée qui ajoute au réalisme et à la difficulté. Le principe du jeu est de proposer au joueur de pratiquer le plus possible une chasse dite « éthique ». Le non respect de cette valeur pénalise financièrement le joueur lors de la vente au prix du kilo de la viande. Chaque animal doit être chassé avec l'arme correspondant à la classe de celui-ci qui va de la classe 1 pour le petit gibier à la 6 pour le plus gros. On peut néanmoins tuer un animal avec une arme de classe supérieure en respectant la puissance de pénétration de la balle calculé en joule. Il suffit de tirer l'animal d'une plus grande distance mais cela rend la cible plus difficile à atteindre vu la perte de vitesse du projectile et la courbe balistique fléchissante au delà de 150 mètres environ suivant le type d'arme. Pour approcher le gibier, la direction du vent, le bruit provoqué par le chasseur et son odeur sont pris en compte. Cinq niveaux de difficulté progressive sont disponibles.
La seconde particularité du jeu consiste à la gestion génétique des animaux (la gestion des troupeaux de cervidés étant la plus intéressante). Le score de trophée des animaux va de une à cinq étoiles. Pour obtenir un animal cinq étoiles, le chasseur doit respecter une certaine logique de gestion des troupeaux. Il faudra donc « éthiquement » éliminer de préférence les sujets mâles au pourcentage génétique faible pour obtenir, lors de nouvelles naissances, une moyenne génétique du troupeau plus favorable à l'avènement d'un animal possédant le plus haut pourcentage génétique, ce qui doit se traduire par la possession du plus grand nombre d'étoiles par individu. Plus on tuera d'individus mâles faibles, plus le troupeau s'agrandira et plus la possibilité d'obtenir des individus d'un haut potentiel génétique sera grand au fur et à mesure de leurs croissances. Plus on tuera inconsidérément de femelles, plus le troupeau aura peu d'individus, et plus le potentiel génétique du troupeau sera faible.
Le jeu de base propose une carte en Amérique du Nord et une deuxième en Europe (Transylvanie) qui couvrent chacune une centaine de kilomètre carré. Certaines zones sont des propriétés privées que le joueur devra débloquer soit en achetant un permis de chasse, soit en accomplissant un certain nombre de missions.

## DLC
Les cartes de bases sont Nez-Percés Valley dans le Nord-Ouest Pacifique  et Transylvania en Europe du Sud-Est. Les cartes supplémentaires sont surlignées en rouge dans la liste ci-dessous.
| Nom du DLC              | Date de sortie    | Description |
| ----------------------- | ----------------- | --- |
| 2022                    |                   | |
| Map Pack 1              | 16 août 2022      | Deux cartes : Aurora Shores et Tikamoon Plains + pack du chasseur : un fusil de chasse gravé, une peinture pour le véhicule, une grande statue de mouflon en bois sculpté pour le gîte.                                               |
| Hunter's Pack           | 16 août 2022      | Pack de chasseur : un fusil de chasse gravé, une peinture pour le véhicule, une grande statue de mouflon en bois sculpté pour le gîte (ce DLC est également compris dans le pack de cartes 1, ainsi que dans l'Édition Elite du jeu). |
| 2023                    |                   | |
| Free UTV                | 19 janvier 2023   | Véhicule UTV (DLC gratuit). |
| Aurora Shores           | 23 février 2023   | Nouvelle carte en Alaska. |
| Tikamoon Plains         | 11 août 2023      | Nouvelle carte en Afrique. |
| Steyr Arms Pack         | 19 octobre 2023   | Pack de 4 carabines : Steyr-Gams, Steyr SSG M1, Steyr Mannlicher CL II Fullstock, Steyr Monobloc ARMAD Green-Brown. |
| 2024                    |                   | |
| Map Pack 2              | 6 février 2024    | Pack de tenues vestimentaires + 2 cartes : Matariki Park, la seconde disponible l'été 2024. |
| Matariki Park           | 6 février 2024    | Nouvelle carte en Nouvelle-Zélande (ce DLC est également compris dans le pack de cartes 2). |
| Outfits Pack            | 16 mai 2024       | Pack de 5 personnages et tenues vestimentaires. |
| Rémington Firearms Pack | 17 juin 2024      | Pack de 4 carabines : Rémington 700 SPS, Rémington 870 SPS, Rémington 700 Alpha 1, Rémington 870 Fieldmaster. |
| Kawasaki UTV Pack       | 11 juillet 2024   | Pack de 2 véhicules : série Kawasaki Teryx et Mule PRO-FX. |
| Réserve de Lintukoto    | 2 août 2024       | Nouvelle carte en Scandinavie. |
| Bear Archery Pack       | 18 septembre 2024 | Pack d'archerie : Alaskan XT RTH (arc à poulies), Fred Bear Take Down (arc traditionnel), Constrictor Pro (arbalète), Bear X Speed (lunette d’arbalète), Trophy Ridge Attack Pro (viseur d’arc).                                      |
| 2025                    |                   | |
| Night Hunting Pack      | 11 juin 2025      | Pack d'une jumelle et de trois lunettes à vision nocturne : Overgaard Night Hawk 4-16x, lunette de visée Overgaard Night Stalker 5-15x, collimateur ZOOMXD Blackout-NV, lunette d'arbalète ZOOMXD ShadowView 1-5x.                    |

## Animaux à chasser par cartes
- Nez-Percés Valley (Nord-Ouest Pacifique) : Faisan, petit fuligule, oie de Ross, canard colvert, lièvre d'Amérique, renard roux, blaireau d'Amérique, chèvre des montagnes Rocheuses, cerf mulet, cerf à queue blanche, loup gris, Mouflon canadien, ours noir, orignal de l’Ouest, wapiti des montagnes Rocheuses.
- Transylvania (Transylvanie) : Faisan, canard colvert, oie cendrée, lièvre d'Europe, blaireau européen, renard roux, chacal doré, chamois, chevreuil, daim, sanglier, loup gris, mouflon méditerranéen, ours brun, cerf élaphe.
- Aurora Shores (Alaska) : Canard colvert, petit fuligule, lièvre d'Amérique, renard roux, chèvres des montagnes rocheuses, loup gris, caribou de la toundra, cerf de Sitka, élan d'Alaska, ours noir, ours kodiak, wapiti de Roosevelt, bison des bois.
- Tikamoon Plains (Afrique) : Ouette d'Égypte, pintade de Numidie, ratel, springbok, phacochère commun, hyène tachetée, lion, grand koudou, gnou noir, gnou bleu, gemsbok, buffle noir des savanes.
- Matariki Park (Nouvelle-Zélande) : Faisan de Colchide, canard colvert, oie cendrée, pintade de Numidie, lapin de garenne, lièvre d'Europe, daim, cerf à queue blanche, sanglier, cochon marron, chèvre marronne, chamois, tahr de l'Himalaya, cerf sika, cerf élaphe (de Nouvelle-Zélande), sambar, wapiti des rocheuses.
- Réserve de Lintukoto (Scandinavie) : Oie cendrée, canard colvert, faisan, lapin de garenne, lièvre d'Europe, blaireau Européen, glouton d'Europe, lynx boréal d'Eurasie, renard roux, renard arctique, chevreuil, daim, loup gris, sanglier, mouflon méditerranéen, renne des montagnes, cerf élaphe, ours brun, élan d'Eurasie.

## Puissance d'impact recommandé par animal
Les puissances d'impact en valeurs minimales et maximales à respecter pour une chasse éthique.

### Niveau 1
- Canard colvert : 1 - 255 j
- Faisant de Cochide : 1 - 402 j
- Lapin de Garenne : 86 - 820 j
- Lièvre d'Amérique : 56 - 628 j
- Lièvre d'Europe : 356 - 1068 j
- Macreuse à front blanc : 1 - 174 j
- Oie cendrée : 1 - 681 j
- Oie de Ross : 1 - 279 j
- Ouette d'Égypte 1 - 275 j
- Petit fuligule : 1 - 174 j
- Pintade de Numidie : 1 - 255 j

### Niveau 3
- Blaireau d'Amérique : 612 - 1836 j
- Blaireau européen : 700 - 2100 j
- Glouton d'Europe : 783 - 2327 j
- Ratel : 725 - 1950 j
- Renard arctique : 580 - 1720 j
- Renard roux : 612 – 1836 j

### Niveau 4
- Chacal doré : 350 – 2000 j
- Chevreuil : 945 – 2458 j
- Lynx boréal d’Eurasie : 1098 – 2950 j
- Springbok : 1645 – 3125 j

### Niveau 5
- Caribou de la toundra : 1576 – 3783 j
- Cerf à queue blanche : 1543 – 3705 j
- Cerf mulet : 1576 – 3783 j
- Cerf de Sitka : 945 – 2458 j
- Cerf Sika : 1457 – 3269 j
- Chamois : 1323 – 3439 j
- Chèvre des montagnes : 1576 – 3636 j
- Chèvre marronne : 1305 – 3368 j
- Cochon marron : 1581 - 3871 j
- Daim : 1462 – 3510 j
- Gnou noir : 2332 – 4026 j
- Hyène tachetée : 2501 – 4003 j
- Loup gris : 1165 – 3029 j
- Mouflon canadien : 1669 – 4005 j
- Mouflon méditerranéen : 1345 – 3498 j
- Phacochère commun : 2325 – 3900 j
- Renne des montagnes : 1515 – 3721 j
- Sanglier : 1625 – 3900 j
- Tahr de l’Himalaya : 1492 – 336 j

### Niveau 6
- Bison des bois : 3783 – 6390 j
- Buffle noir des savanes : 4486 – 6523 j
- Cerf élaphe : 2693 – 4579 j
- Élan d’Alaska : 3426 – 6032 j
- Élan d’Eurasie : 3005 – 5795 j
- Gemsbok : 3050 – 5132 j
- Gnou bleu : 2720 – 4712 j
- Grand koudou : 2712 – 4101 j
- Lion : 4223 – 5763 j
- Orignal de l’ouest : 3088 – 5867 j
- Ours brun : 2835 – 5386 j
- Ours kodiac : 3855 – 6233 j
- Ours noir : 2889 – 4911 j
- Sambar : 2857 – 4733 j
- Wapiti des rocheuses : 2912 – 4951 j
- Wapiti de Roosevelt : 2912 – 5532 j

## Tableaux des puissances de tir par munitions et catégories d’armes
Les valeurs peuvent plus ou moins varier en fonction du sens et de la vitesse du vent.
| Carabines                                            | Catégorie | Munitions (joules)                                                                                       | 50 mètres                           | 100 m                  | 150 m                | 200 m                |
| ---------------------------------------------------- | --------- | --- | ----------------------------------- | ---------------------- | -------------------- | -------------------- |
| Stinger 22 (22 Long Rifle)                           | 2         | Small Game (181 j) Yellow Jacket (178 j) Thunderbolt (190 j)                                             | H1 = 131,9 H2 = 148,1 S = 145,6     | 107,3 110,6 117,6121,3 | 91,5 90,6 104,7      | 82,0 77,4 97,0       |
| Stehr Zéphyr II (22 Long Rifle)                      | 2         | (id) | (id)                                | (id)                   | (id)                 | (id)                 |
| Stehr scout (223 Remington)                          | 3 - 4     | Trophy copper (1728 j) Barnes TSX (1695 j) Core Lokt (1792 j)                                            | P = 1473,4 H = 1455,4 S = 1506,6    | 1300,1 1213,8 1336,2   | 1151,2 1021,1 1189,3 | 1151,2 1021,1 1189,3 |
| Vieille carabine de papi (30-30 Winchester)          | 4 - 5     | Managed-Recoil (1780 j) Core-Lokt (2579 j) The Nosler Partition (2477 j)                                 | S1 = 1490,7 S2 = 2124.5 S3 = 2128.5 | 1210.3 1709.0 1795.5   | 988.5 1362.3 151604  | 806.4 1082.2 1272.4  |
| Stehr pro hunter (243 Winchester)                    | 5         | Premier AccuTip-V (3087 j) Core-Lokt Copper (2620 j) Fusion Riffle (2539 j)                              | P = 2749.4 H = 2284.2 S = 2321.8    | 2420.6 1965.4 2119.6   | 2115.7 1657.4 1908.3 | 1839.8 1409.6 1723.7 |
| Stehr SSG M1 (Creedmoor 6.5 MM)                      | 5         | ELD-X (3139 j) Barnes TSX (3122 j) Fusion Rifle (3129)                                                   | P = 3051.5 H = 2987.0 S = 3007.3    | 2965.2 2841.1 2886.8   | 2875.0 2692.8 2762.8 | 2794.8 2564.7 2645.8 |
| Stehr-Gams (Creedmoor 6.5 MM)                        | 5         | (id) | (id)                                | (id)                   | (id)                 | (id)                 |
| Stehr pro hunter II (7MM-08 Remington)               | 5         | Trophy Bonded Tip (3304 j) Barnes TSX (3352 j) Power-Shok Rifle (3171 j)                                 | P = 3043.0 H = 3085.9 S = 2915.5    | 2799.5 2795.6 2658,5   | 2562.1 2538.2 2412,7 | 2350.6 2294.8 2180,9 |
| Remington 783 (243 Winchester)                       | 5         | Premier AccuTip-V (3087 j) Core-Lokt Copper (2620 j) Fusion Riffle 2539 j)                               | P = 2751.6 H = 2286.4 S = 2323.2    | 2424.7 j 1969.1 2122.4 | 2120.9 1662.1 1911.9 | 1845.8 1414.9 1728.1 |
| Stehr monobloc (308 Winchester)                      | 5         | Core-Lokt Tipped (3776 j) Barnes TSX (3489 j) Core-Lokt (3719 j)                                         | P = 3530,9 H = 3338,7 S = 3555,1    | 3278,1 3180,0 3380,8   | 3030,8 3030,5 3217,1 | 2807,2 2890,1 3052,2 |
| Remington 7600 (270 Winchester)                      | 5         | Trophy Bonded Tip (3663 j) Barnes TSX (3665 j) Core-Lokt (3317 j)                                        | P = 3539.8 H = 3518.4 S = 3117.4    | 3402.5 3358.7 2922.3   | 3260.0 3194.4 2724.3 | 3136.0 3052.6 2542.7 |
| Stehr monobloc Armad Green-Brown (270 Winchester)    | 5         | (id) | (id)                                | (id)                   | (id)                 | (id)                 |
| Remington 1903 (30-06 Springfield)                   | 5         | Trophy Bonded Tip (3949 j) Barnes TSX (3894 j) Power-Shok Rifle (3823 j)                                 | P = 3816.4 H = 3739.9 S = 3628.7    | 3683.6 3573.7 3421.6   | 3546.2 3403.7 3228.8 | 3415.2 3256.1 3049.9 |
| Remington 700 CDL (30-06 Springfield)                | 5         | (id) | (id)                                | (id)                   | (id)                 | (id)                 |
| Stehr Mannlicher CL II Fullstock (9.3x62MM Mauser)   | 5 - 6     | Safari Woodleigh Hydro Solid (4790 j) Lewelings Grande 5000 (4737 j) Swift A-Frame Safari (4795)         | P1 = 4152.8 P2 = 4278.7 S = 4352.0  | 3568.3 3834.9 3920.8   | 3029.4 3424.3 3542.8 | 2579.9 3050.1 3170.9 |
| Stehr SM 12 (300 Winchester Magnum)                  | 6         | Terminal Ascent (4753 j) Core-Lokt Copper (4401 j) Power-Shok Rifle (4481 j)                             | P = 4504,4 H = 4186,2 S = 4300,9    | 4239,9 3957,3 4104,4   | 3974,5 3743,4 3918,4 | 3730,3 3528,3 3742,8 |
| Remington 700 Longue portée (300 Winchester Magnum   | 6         | (id) | (id)                                | (id)                   | (id)                 | (id)                 |
| Remington 700 Alpha 1 Hunter (7MM PRC)               | 6         | Premier Long Range (4741 j) Terrminal Ascent (4453 j) Lewelling Firefly 5000 (4558 j)                    | P1 = 4231.9 P2 = 4318.5 H = 4460.9  | 4013.6 4064.2 4189.8   | 3791.5 3829.0 3917.5 | 3569.0 3611.3 3668.1 |
| Remington 700 SPS (375 H&H Magnum)                   | 6         | Lewelling Grande 5000 (5705 j) High Performance Rifle (5882 j) Trophy Bonded Sledgehammer Solid (5377 j) | P = 5318.3 S1 = 5174.7 S2 = 4980.2  | 4921.7 4703.5 4591.8   | 4561.5 4460.9 4362.0 | 4210.9 4100.6 3859.1 |
| Stehr Carbon CL II 338 Lapua Magnum                  | 6         | Trophy Copper (6112 j) Lewellings Grande 5000 (5725 j)                                                   | P1 = 5807,2 P2 = 5460,2             | 5482,1 5179,5          | 5179,2 4916,4        | 4874,9 4652,4        |
| P = pointe polymère, H = tête creuse, S = tête molle |           | |                                     |                        |                      |                      |

| Bonser & Klein Standard (16 Ga)                                | Prairie Storm FS Lead #5     | Chevrotine Power-Shok #1     | Balle rainurée à percussion (2698 j)                                       |
| Bonser & Klein Standard (16 Ga)                                | 212 plomb                    | 12 plombs                    | 25 m = 1873.0 j 50 m = 13.50.1 j 75 m = 1047.2 j                           |
| Silence matinal (20 Ga)                                        | Game Load Upland#7.5         | Chevrotine Express#3         | Balle rainurée à percussion (2878 j)                                       |
| Silence matinal (20 Ga)                                        | 200 plomb                    | 15 plombs                    | 25 m = 2205.5 j 50 m = 1620.3 j 75 m = 1282.4 j                            |
| Remington 870 Wingmaster (20 Ga)                               | Game Load Upland#7.5         | Chevrotine Express#3         | Balle rainurée à percussion                                                |
| Remington 870 Wingmaster (20 Ga)                               | 306 plomb                    | 20 plombs                    | 25 m = 2154.1 j 50 m = 1624.6 j 75 m = 1282.4 j                            |
| Remington V3 Waterfowl Pro (12 Ga)                             | Black cloud FS Steel#3       | Chevrotine Express Magnum#00 | Balle rainurée TruBall Deep Penetrator                                     |
| Remington V3 Waterfowl Pro (12 Ga)                             | 197 plombs de 25 à 75 mètres | 15 plombs de 25 à 75 mètres  | 25 m = 1748.7 j 50 m = 1385.3 j 75 m = 1143.8 j                            |
| Remington 870 SPS Super Magnum (calibre 12)                    | Black cloud FS Steel#3       | Chevrotine Express Magnum#00 | Balle rainurée TruBall Deep Penetrator (2403 j)                            |
| Remington 870 SPS Super Magnum (calibre 12)                    | 197 plombs de 25 à 75 mètres | 15 plombs de 25 à 75 mètres  | 25 m = 1756.4 j 50 m = 1391.3 j 75 m = 1144.1 j                            |
| Hol-Den the Jack 1502 (12 Ga)                                  | Black cloud FS Steel#3       | Chevrotine Express Magnum#00 | Balle rainurée TruBall Deep Penetrator                                     |
| Hol-Den the Jack 1502 (12 Ga)                                  | 197 plombs de 25 à 75 mètres | 15 plombs de 25 à 75 mètres  | 25 m = 1748.7 j 50 m = 1385.3 j 75 m = 1143.8 j                            |
| Cinnamonsky the Jack (12 Ga)                                   | À compléter (DLC)            | À compléter (DLC)            | À compléter (DLC)                                                          |
| Remington 870 Fieldmaster (cartouche à balle sabot calibre 12) | -                            | -                            | Balle sabot Accutip (4184 j) 50 m = 3106,4 100 m = 2246,7 150 m = 1685,2   |
| Remington 870 Fieldmaster (cartouche à balle sabot calibre 12) | -                            | -                            | Balle sabot Lewelling (3612 J) 50 m = 2938,1 100 m = 2356,8 150 m = 1894,0 |
| PE = plomb, BU = chevrotine, SL = balle                        |                              |                              |                                                                            |

| Arcs                                                   | Catégorie         | Puissance (joule) | 50 mètres         |
| ------------------------------------------------------ | ----------------- | ----------------- | ----------------- |
| Skye Ferran Wonder                                     | 1 à 5 (U) (M) (F) | 117.0 j           | 71.4 j            |
| Skye Vortex Lock-DN                                    | 1 à 6             | 150.9 j 145.6     |                   |
| Skye Vortex Swich                                      | 1 à 6             | 150.9             | 145.6             |
| Bear Alaska XJ RTH                                     | À compléter (DLC) | À compléter (DLC) | À compléter (DLC) |
| Bear Fred Bear Take Down                               | À compléter (DLC) | À compléter (DLC) | À compléter (DLC) |
| U = pointe judo, M = pointe articulée, F = pointe fixe |                   |                   |                   |

| Arbalètes                                              | Catégorie         | Puissance (joule) | 50 mètres         |
| ------------------------------------------------------ | ----------------- | ----------------- | ----------------- |
| Harp WonderHit                                         | 1 à 5 (U) (M) (F) | 132.9 j           | 124.1 j           |
| Bear Constrictor Pro                                   | À compléter (DLC) | À compléter (DLC) | À compléter (DLC) |
| U = pointe judo, M = pointe articulée, F = pointe fixe |                   |                   |                   |

## Horaires des habitudes vitales des animaux
| Bestiaire                                                                                    | Repos       | Manger                   | Boire  |
| -------------------------------------------------------------------------------------------- | ----------- | ------------------------ | ------ |
| Canard colvert Macreuse à front blanc Ouette d'Égypte Oie cendrée Oie de Ross Petit fuligule | 10h 16h 20h | 6-7-8h 12-13-14h 18h-19h |        |
| Faisan de Colchide Lapin de Garenne Lièvre d'Europe Lièvre d'Amérique Pintade de Numidie     | 3h 17h      | 0h 9h                    |        |
| Blaireau d'Amérique Blaireau Européen                                                        | 0h 10h      | 3h 15h                   | 7h 19h |
| Chacal doré Lynx d'Eurasie Renard Artique Renard roux                                        | 2h 12h      | 5h 17h                   | 9h 21h |
| Glouton d'Europe Ratel                                                                       | 8h 18h      | 0h 15h                   |        |

| Bestiaire | Repos   | Manger | Boire  |
| --- | ------- | ------ | ------ |
| Chevreuil Springbok | 11h 22h | 3h 15h | 7h 20h |
| Caribou de la Toundra Cerf mulet Cerf à queue blanche Cerf de Sitka Chamois Chèvre des montagnes Chèvre marronne Daim Gnou noir Phacochère commun Mouflon canadien Mouflon méditerranéen Renne des montagnes Sanglier Tarh de l'Himalaya | 2h 15h  | 7h 19h | 0h 11h |
| Cerf Sika Cochon marron | 7h 20h  | 0h 12h | 5h 16h |

| Bestiaire | Repos  | Manger | Boire  |
| --- | ------ | ------ | ------ |
| Hyène tachetée Loup gris | 8h 22h | 1h 13h | 5h 17h |
| Bison des bois Buffle noir des savanes Cerf élaphe Cerf élaphe (Nouvelle-Zélande) Élan d'Alaska Élan d'Eurasie Gemsbok Gnou bleu Grand koudou Orignal de L'ouest Wapiti des Rocheuses Wapiti de Roosvelt | 0h 13h | 5h 17h | 9h 22h |
| Lion Ours brun Ours kodiak Ours noir | 0h 10h | 3h 15h | 7h 19h |
| Sambar | 7h 20h | 0h 12h | 5h 16h |